# Thomas Paine
Thomas Paine   (Thetford, 29 de gener de 1737 (Julià) - Greenwich Village, 8 de juny de 1809) va ser un intel·lectual, polític, revolucionari, escriptor i inventor anglès i nord-americà.
És conegut pel seu compromís durant la Revolució americana a favor de la independència de les tretze colònies britàniques a Amèrica del Nord. Va exposar les seves posicions en un famós pamflet titulat Common Sense, publicat uns mesos abans de la signatura de la Declaració d’Independència dels Estats Units el 1776.
Els seus escrits, entre ells Rights of Man (1791), també van tenir una gran influència en els implicats en la Revolució Francesa.: va ser elegit diputat a l'Assemblea Nacional el 1792. Considerat pels Montagnards com un aliat dels girondins, va ser deixat de banda, sobretot per Robespierre. Va ser empresonat el desembre de 1793 a petició de Vadier.
Després del terror, va ser alliberat i va tenir cert èxit gràcies al seu llibre L’edat de la raó (1793–1794), que analitzava el cristianisme i advocava pel deisme. A Justícia Agrària (1795), analitza els orígens dels drets de propietat i introdueix el concepte de renda bàsica, propera al salari social.
Thomas Paine va romandre a França fins al 1802, temps durant el qual va criticar l'ascens de Napoleó Bonaparte, anomenant el primer cònsol «el xarlatà més perfecte que ha existit mai». Per invitació del president Thomas Jefferson, va tornar als Estats Units i hi va morir el 1809, als 72 anys.

## Biografia
Va ser defensor de la llibertat i dels drets de les persones, de formació autodidacta. Va estar influït per les idees de Benjamin Franklin, el qual li va recomanar que emigrés a Amèrica.

### Els inicis a la Gran Bretanya

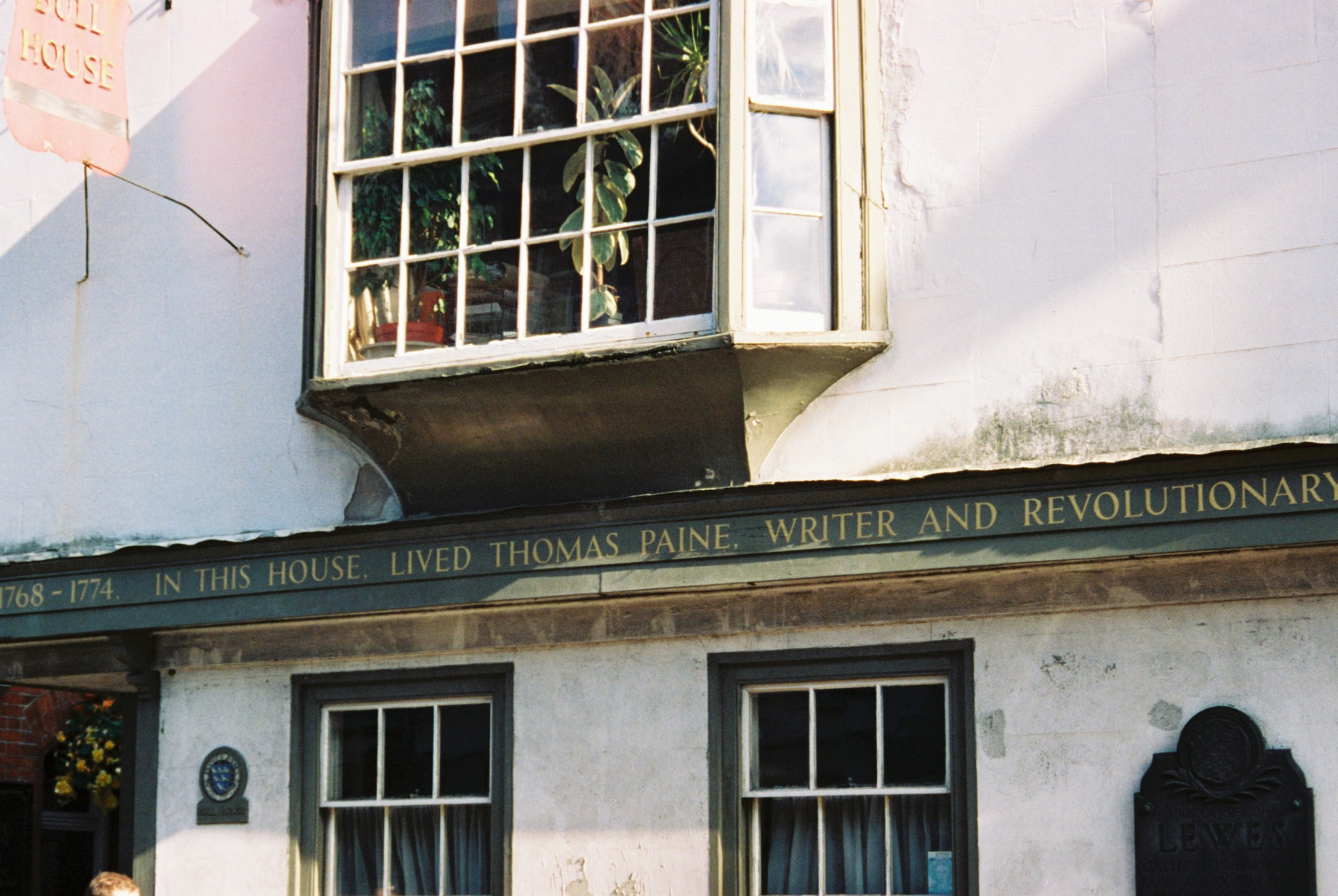
La casa de Thomas Paine a Lewes.

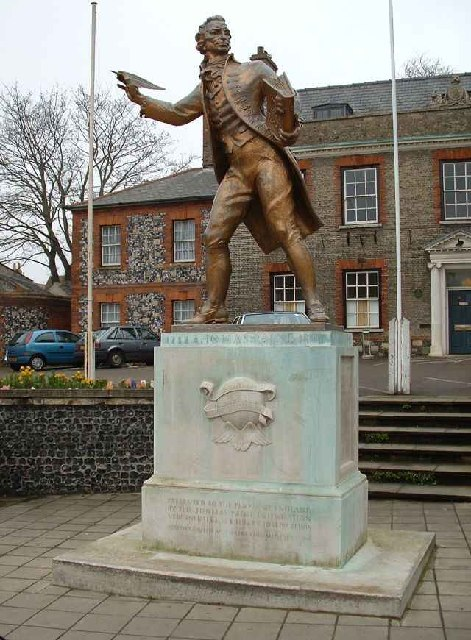
Estàtua de Thomas Paine a Thetford (Norfolk).

Thomas Paine va néixer el 1737 a Thetford, una ciutat de Norfolk, Anglaterra. El seu pare, Joseph Pain, era quàquer i la seva mare, Frances Cocke Pain, anglicana. Malgrat les afirmacions que Thomas va canviar l'ortografia del seu cognom quan va emigrar a Amèrica el 1774, el 1769 estava fent servir Paine, mentre encara era a Lewes, Sussex. Va créixer en un entorn rural modest i va deixar l'escola als dotze anys. La seva formació intel·lectual és, doncs, la d'un autodidacte. Aleshores es converteix en aprenent del seu pare. Va treballar durant un temps com a comerciant, després va obrir una botiga de cotilles a Sandwich, Kent. Es va casar amb Mary Lambert el 27 de setembre de 1759 i el seu negoci va fer fallida poc després. La seva dona va morir mentre estava embarassada. Després va treballar en diverses feines i es va traslladar sovint (Thetford, Gantham, Alford, Diss, Kensington, Moorfields, Grampound).
En 1767, va treballar com a mestre d'escola a Londres. El 1768, s'instal·la a Lewes en un hotel el segle XV. El 26 de març de 1771, a l'edat de 34 anys, es va casar amb Elizabeth Ollive, la filla del seu propietari. El 1772 va publicar el seu primer escrit polític The Case of the Officers of Excise, un pamflet de 21 pàgines que va distribuir als membres del Parlament. Endeutat, separat de la seva dona, va conèixer Benjamin Franklin a Londres el setembre 1774 que el va convèncer de marxar a les Tretze Colònies i li va escriure una carta de recomanació. Va sortir d'Anglaterra a l'octubre i va agafar tifus mentre creuava l'Atlàntic.

### A Amèrica

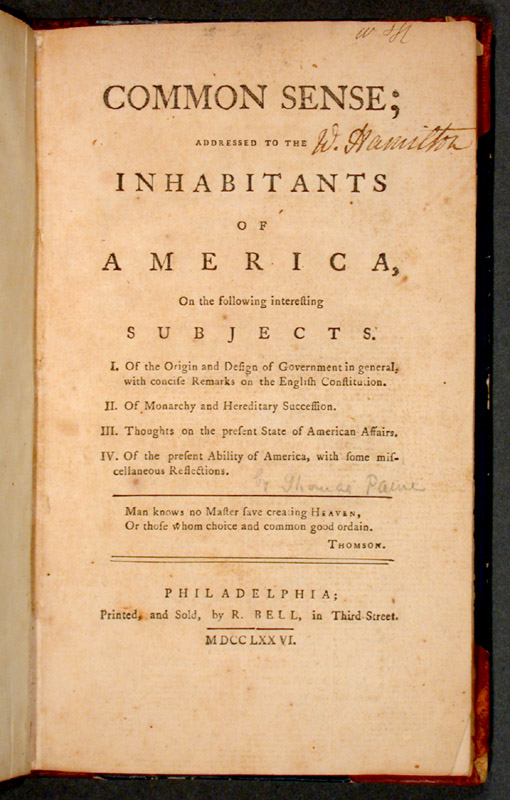
Sentit comú.

Gràcies a la carta de recomanació de Franklin, el llibreter Robert Aitken el va contractar per col·laborar en el llançament de la revista Pennsylvania, diari del qual després esdevingué redactor en cap. El 30 de novembre de 1774, va fer costat als insurgents americans. El seu pamflet Common Sense (publicat anònimament el gener de 1776) va tenir un gran èxit (al voltant de 500.000 exemplars a Amèrica i Europa.). Era un pamflet per trencar amb Gran Bretanya i establir una República. Es diu que va inspirar George Washington, Benjamin Rush i John Adams. Cap altre pamflet d'aquest període va despertar tant entusiasme entre els patriotes i l'oposició dels lleialistes, sobretot de James Chalmers. El sentit comú es considera sovint un dels desencadenants de la revolució americana. La seva forma senzilla i l'estil concís i clar el van convertir en una eficaç arma de propaganda. Thomas Paine creu que la revolució americana donarà lloc al «naixement d'un món nou». Veu en el govern un mal necessari destinat a frenar els vicis humans. Però per a un poble virtuós com el poble nord-americà, les petites institucions han de ser suficients. Creu que les institucions massa sofisticades dificulten la consecució del bé públic.
L’abril 1776 va deixar la direcció de la revista per dedicar-se a respondre a les crítiques al sentit comú. Va enviar quatre cartes als diaris de Filadèlfia sota 'el pseudònim de Le Forestier. En el tercer publicat pel Pennsylvania Packet el 22 d'abril de 1776, va mostrar als nord-americans tots els avantatges de ser independents. La independència portarà la felicitat als nord-americans perquè «és un full en blanc per omplir» Per a ell, els americans són un poble lliure i virtuós que es pot alliberar del passat. La idea d'independència esdevé el mitjà per accedir a una vida basada en la virtut, ideal suprem de molts patriotes.
A The American Crisis (1776–1783), una sèrie de pamflets seguint Common Sense, Thomas Paine va animar els nord-americans a resistir i continuar la guerra contra la monarquia anglesa. El comandant de l'exèrcit continental, George Washington, va ordenar que aquests fullets fossin llegits als soldats per donar-los coratge. Thomas Paine va exercir durant un temps com a secretari del Comitè d'Afers Exteriors als Estats Units; va ser destituït d'aquesta funció perquè havia esmentat les negociacions secretes amb França en un dels seus pamflets. No obstant això, va acompanyar John Laurens durant la seva missió a França el 1780. Com a recompensa pels seus serveis, l'estat de Nova York va donar a Thomas Paine una finca a New Rochelle, Nova York. També va ser pagat per Pennsilvània i el Congrés dels Estats Units.

### Retorn a la Gran Bretanya
Després de la independència dels Estats Units, Thomas Paine tornà a Europa. Primer anà a la Gran Bretanya el 1787, d'on fou expulsat en publicar Els drets de l'home (publicat el 1791-1792) en el qual critica la monarquia britànica i proposa una reforma fiscal per la qual cosa es creà l'enemistat del conservador Edmund Burke.
Va ser condemnat el 1792 i obligat a exiliar-se a França

### A França

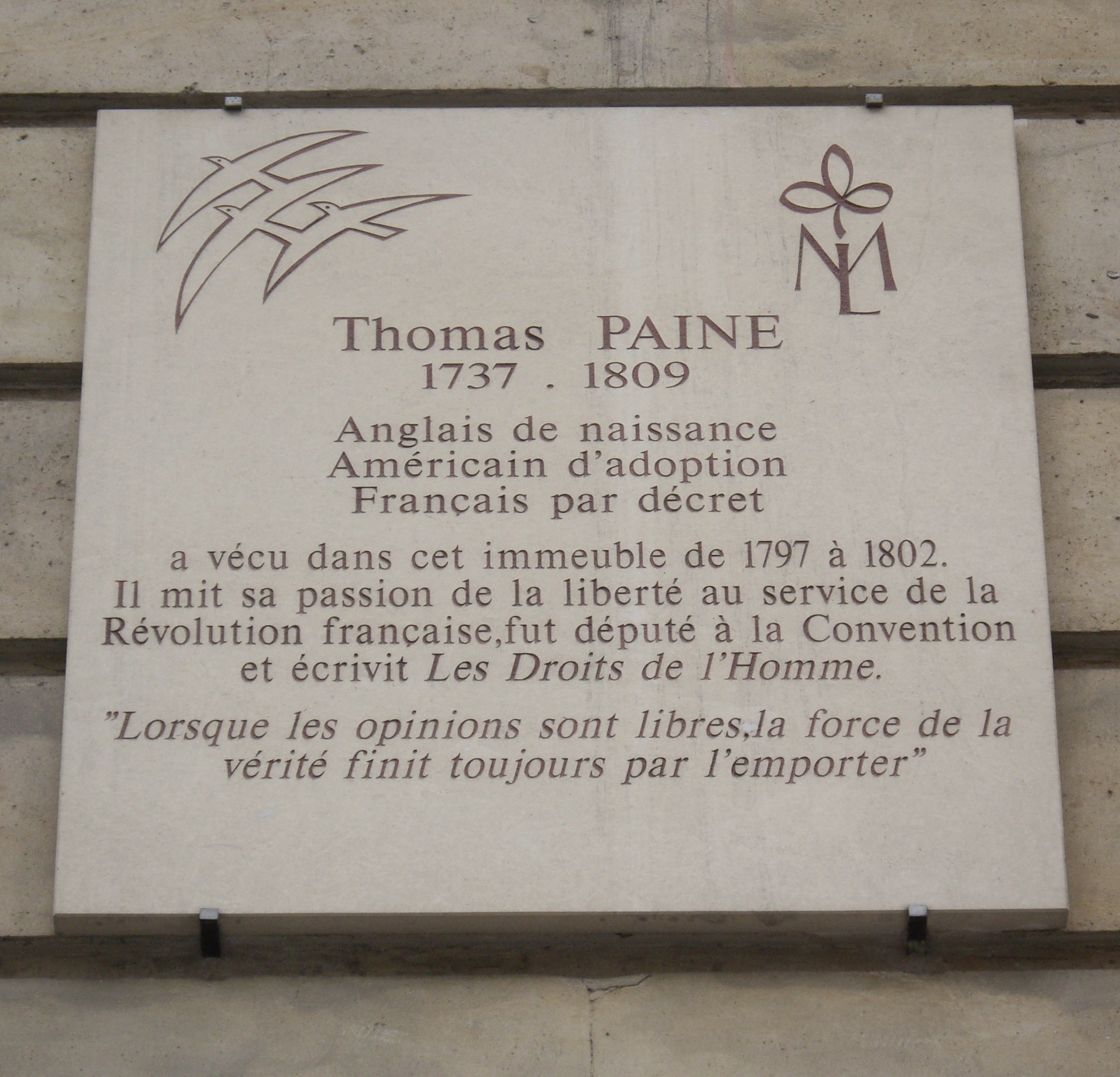
Placa al n 10, rue de l'Odéon on Paine va viure de 1797 a 1802.

Estava entusiasmat amb la Revolució Francesa i compromès amb la República. Thomas Paine va ser proclamat ciutadà francès el 26 agost 1792 i elegit diputat pel Pas-de-Calais a la Convenció el 6 de setembre de 1792. Durant el judici de Lluís XVI (gener 1793), no va votar a favor de la mort, proposant-se l'exili als Estats Units, per dos motius: Lluís XVI va ajudar els Insurgents durant la Guerra de la Independència; i ell mateix s'oposava a la pena de mort.
Considerat un aliat dels Girondins, va ser vist amb creixent recel pels montagnards, que ara eren al poder. Thomas Paine també va estar sota vigilància per les autoritats perquè era un adversari personal del Gouverneur Morris, l’ambaixador nord-americà a França. El govern revolucionari, tant el Comitè de Salvació Pública com el Comitè de Seguretat General, van intentar guanyar-se el favor de l'ambaixador nord-americà, sense voler posar en perill l'aliança amb els Estats Units. per tant, estan més inclinats a centrar-se en Thomas Paine.
Finalment va ser empresonat com a pres polític el 28 de desembre de 1793 per Vadier. Vadier defensa llavors el seu empresonament pel fet que no és nord-americà sinó anglès perquè va néixer al Regne Unit.
Paine es va sentir abandonat, sobretot per part dels Estats Units, que no van fer res per ajudar-lo, tot i que finalment va ser alliberat gràcies a l'ambaixador Monroe. El 1800, va conèixer Napoleó, del qual es proclamà admirador, però després adoptà una postura molt crítica quan la seva política va evolucionar cap a la dictadura.
El 1802, tornà a Amèrica convidat pel president Thomas Jefferson, però aquest retorn coincidí amb un mal moment per a les seves idees, ja que era una època de revifalla dels moviments religiosos, que se li oposaren per la seva defensa del deisme. A més, les seves idees polítiques despertaren l'oposició dels federalistes. Així, es trobà en la misèria i en l'abandó, i al seu funeral hi assistiren només sis persones, dues d'elles antics esclaus negres.
Durant la seva estada a la presó, va completar la redacció de L'edat de la raó, llibre on expressava la seva professió de fe deista. Nega ser anglès i apel·la a l'ambaixador nord-americà Gouverneur Morris, que, però, no fa res perquè l'alliberin. Posteriorment, Thomas Paine també va criticar George Washington per no haver intervingut en el seu nom. Malgrat tot, s'escapà de ser executat i no fou alliberat per les noves autoritats fins l’octubre 1794, gairebé tres mesos després de la caiguda de Robespierre.
El juliol 1795, Thomas Paine va ser readmès a la Convenció i, per tant, va participar en els debats sobre la nova Constitució, a l'origen del Directori. és l'únic diputat que s'ha pronunciat, en va, contra el conservadorisme del text retrògrad portat per Boissy d'Anglas, en particular sobre la qüestió de la creació d'una ciutadania molt restrictiva (dret a vot) i reservada als més rics, que nega el poble (és una cosa fàcil […] sobre el paper treure els drets de ciutadania a la meitat de la gent) i corre el risc d'extingir el foc revolucionari sagrat refusant la recerca de la veritable felicitat comuna en favor de la felicitat dels rics.
Quan Napoleó Bonaparte va arribar al poder el 1799, esperava que difongués els ideals revolucionaris a Europa, especialment al seu país natal. Però es desenganya quan s'adona que el primer cònsol estableix un règim autoritari.
Paine va romandre a França fins a la signatura del Tractat d'Amiens amb Anglaterra (25 març 1802), que li va permetre sortir de França per unir-se als Estats Units, per invitació de Thomas Jefferson.

### Retorn als Estats Units

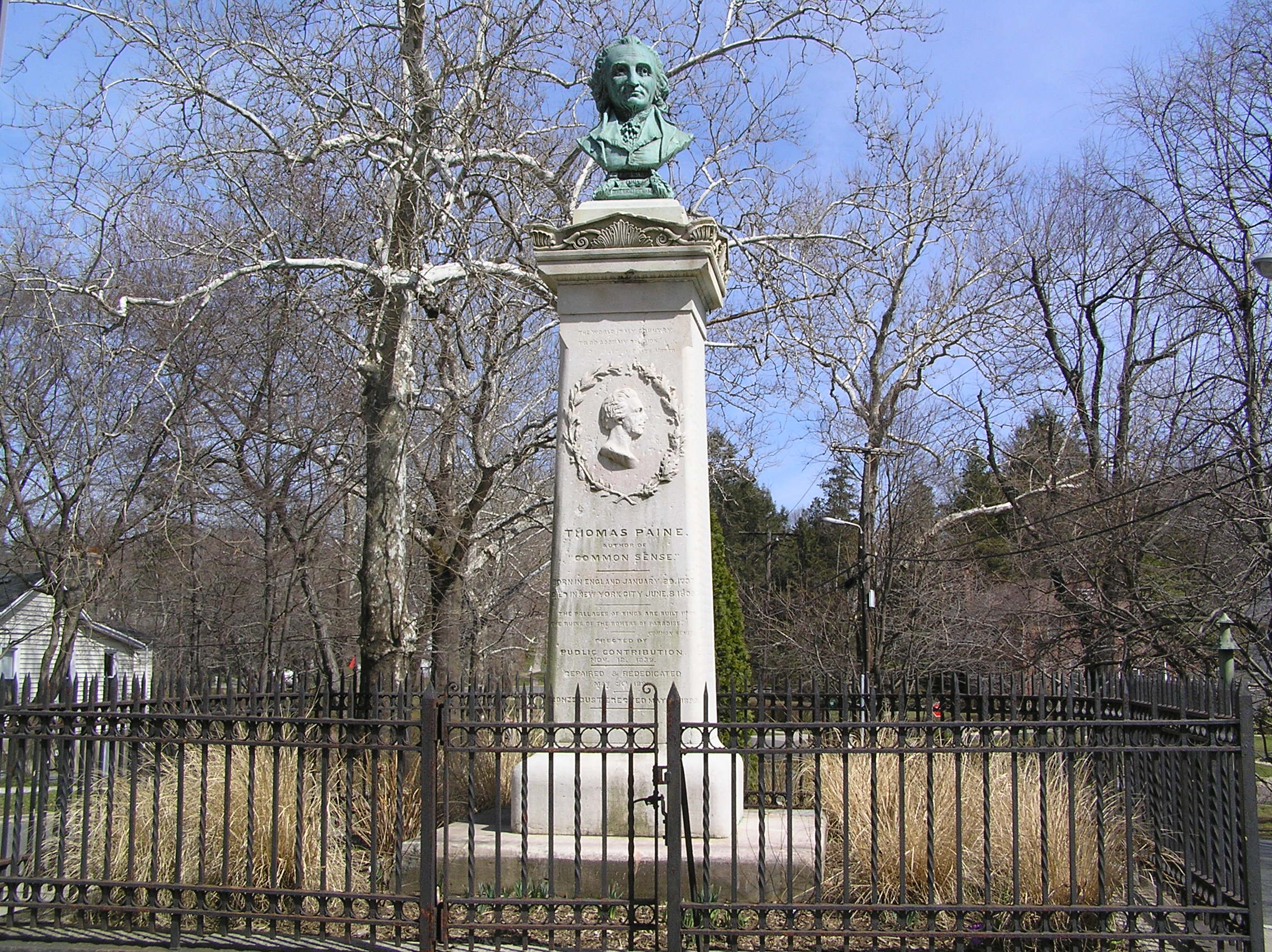
Monument a Thomas Paine, a New Rochelle.

El 1802, Thomas Paine va arribar a un país agitat pels conflictes polítics entre federalistes i republicans, i en un context del Gran Despertar religiós (Segon Gran Despertar). Va ser atacat pels federalistes que el van criticar per la seva participació en la Revolució Francesa i la seva amistat amb Thomas Jefferson. Els religiosos condemnen les tesis que va desenvolupar a l'Edat de la Raó. El 1804, va col·laborar en una revista deista publicada a Nova York. Aïllat progressivament, acusat d’ateisme i radicalisme, Thomas Paine va morir sol en la pobresa, als 72 anys, el 8 juny 1809 a Greenwich Village (Nova York). L'edifici ja no existeix, però una placa recorda que Thomas Paine va morir al 59 de Grove Street. Només sis persones van assistir al seu funeral, inclosos dos negres alliberats. Uns anys més tard, William Cobbett va desenterrar les seves restes i les va enviar a Anglaterra. Però mai van trobar una tomba i van romandre en poder de Cobbett durant uns vint anys. No és clar on són avui les seves restes.
Una cançó escrita per Bob Dylan el 1967, titulada As I Went Out One Morning i publicada a l'àlbum John Wesley Harding, fa referència a Tommy Paine.

## Pensament
Encara que no era francmaçó, també és conegut pel seu treball relacionat amb la maçoneria i la seva correspondència (cartes a Jefferson del qual era amic, carta a George Washington).
El pensament de Thomas Paine pot haver estat influenciat pel quaquerisme del seu pare. Thomas Paine va participar en la promoció dels drets humans mitjançant l'organització de nous governs, fet que el situa en la filosofia de la Il·lustració. Favorable a la República, al sufragi universal i al dret de vot, també va considerar la renovació de la religió i la societat. Va proposar reformes considerades radicals en aquell moment com una renda mínima i un sistema educatiu gratuït. Estava en contra del tràfic d'esclaus i de l'esclavitud, però no va criticar les deficiències de la Constitució americana sobre aquest tema.Va escriure un article titulat L'esclavitud africana a Amèrica publicat el 8 març 1775 al Postscript to the Pennsylvania Journal and Weekly Advertiser.

## Principals obres
- Common sense (Sentit comú): pamflet propagandista a favor de la independència de les colònies americanes, publicat anònimament el 1776, abans de la revolució americana. Es va fer molt popular i va influir en la Declaració d'Independència dels Estats Units.
- Rights of man (Els drets de l'home): publicat el 1791, és una defensa de la Revolució Francesa i de la llibertat.
- The Age of Reason (L'edat de la raó): començada a escriure quan estava empresonat a França i publicada el 1794, és sobretot una crítica i un rebuig de totes les formes de cristianisme i de qualsevol religió revelada. Publicada en un moment de renaixement religiós, va ser l'obra que li va fer perdre el favor de l'opinió pública nord-americana.
- Agrarian Justice (Justícia agrària): publicada el 1797, defensa idees de justícia social, incloent-hi les pensions de vellesa i el repartiment equitatiu dels recursos naturals.[4]
- The American Crisis: 13 textos publicats entre 1776 i 1783 que completen el Sentit comú.[4]

## Homenatges i posteritat

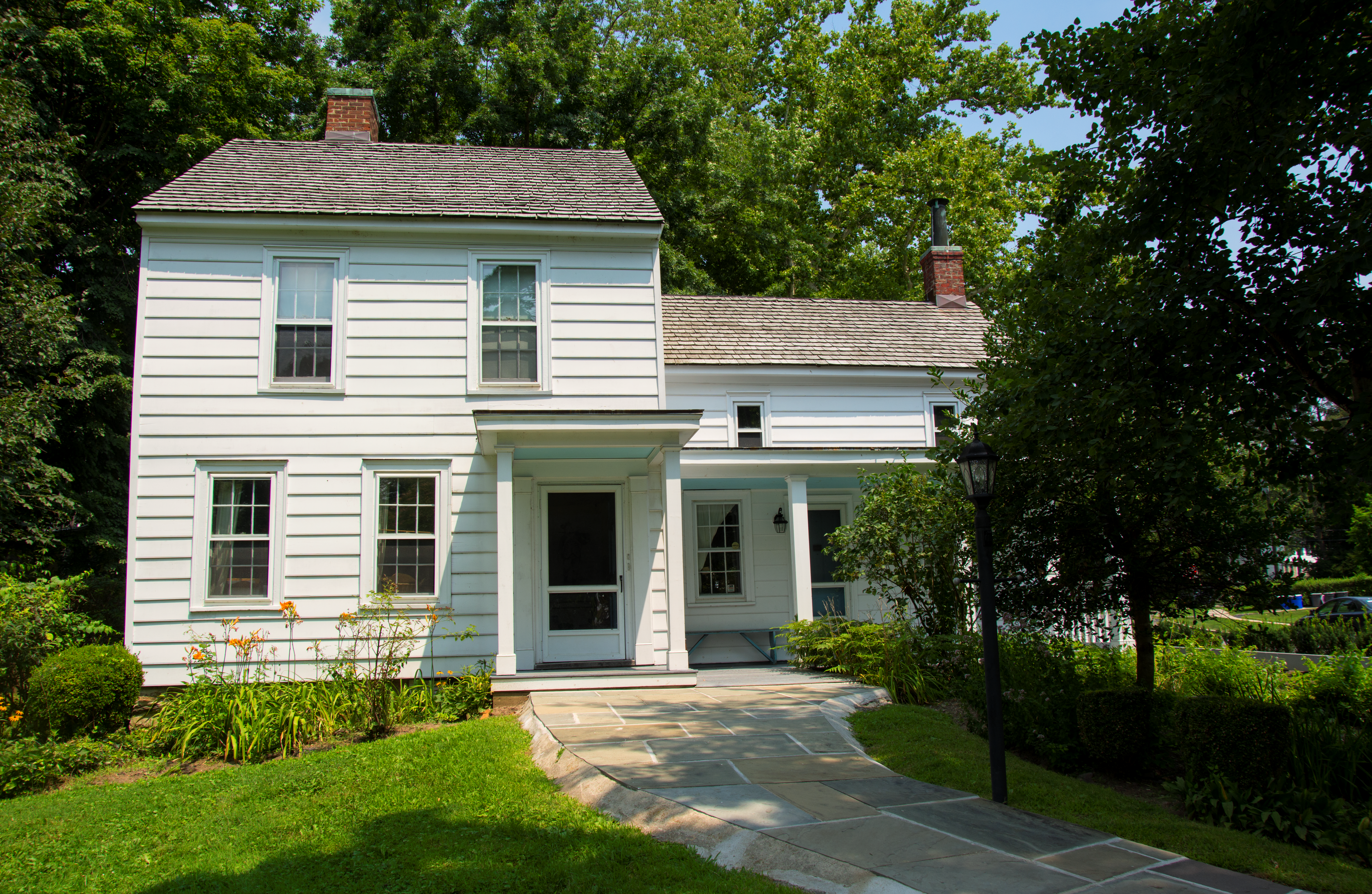
La casa de Thomas Paine a New Rochelle.

Thomas Paine és avui considerat un dels pares fundadors dels Estats Units. Abraham Lincoln va llegir els seus escrits amb interès. Thomas Edison va recordar el seu paper com a inventor essencial. El filòsof Bertrand Russell li rendeix un homenatge en el seu llibre Why I am not a Christian dedicant un capítol sencer (8. The Fate of Thomas Paine) al seu destí, i als riscos que comporta mostrar massa «esperit d'independència».
Hi ha un museu dedicat a Thomas Paine a New Rochelle i la seva casa (Thomas Paine Cottage) ha estat designada com a Monument històric nacional. Es va erigir una estàtua al carrer King, a Thetford, el seu poble natal. Ella el representa amb una ploma a la mà i la seva obra Rights of Man. La Universitat de Nova York també té un bust d'ell. Altres estàtues es poden trobar a Morristown, Bordentown, París, etc. Un petit carrer de Diss porta el seu nom. Cada any, el 14 juliol, l'Ajuntament de Lewes organitza un festival en honor a Thomas Paine. A París, rue de l'Odéon, una placa marca el lloc on va viure entre 1797 i 1802.
Thomas Paine va rebre la nacionalitat francesa durant la Revolució Francesa, de l'Assemblea Nacional, per les seves lluites a favor de la llibertat i contra el despotisme. La seva nacionalitat li fou conferida pel decret de l'Assemblea Nacional del 26 d'agost de 1792 que atorgava el títol de ciutadà francès a diversos estrangers.
Un monument en homenatge a Thomas Paine va ser inaugurat l'any 1948 al Parc Montsouris (París 14), a partir d'un bronze de Gutzon Borglum fos per Alexis Rudier
El poeta francès Manuel Joseph es refereix a Thomas Paine al seu llibre Heroes are heroes are heroes (1994) de la següent manera: «Thomas Paine va escriure fa molts anys que hi ha / moments de moments / que intenten les ànimes dels homes aquestes paraules tan conegudes són tan certes».